# Liste der Flaggen in Bayern
Die Liste der Flaggen in Bayern enthält die Flaggen der Bezirke, der Landeshauptstadt München sowie der Land- und Stadtkreise des Freistaates Bayern. Die meisten Landkreise in Bayern haben keine offiziellen Flaggen. Daher werden inoffizielle Flaggen für lokale Zwecke verwendet.

## Landesflagge und Landesdienstflagge
| Bundesland | Hissflagge | Kommentare |
| ---------- | --- | --- |
| Bayern     | Landesflagge, offiziell Staatsflagge genannt als Streifenflagge 3:5 als Rautenflagge, 3:5 auch Traditionsflagge des Königreiches Bayern | Durch Gesetz festgelegt am 16. November 1953: „Die Landesfarben sind Weiß und Blau.“ „Bayerische Staatsflagge ist die Streifenflagge oder die Rautenflagge. Die Streifenflagge besteht aus zwei gleich breiten Querstreifen in den Landesfarben, oben weiß, unten blau. Die Grundform der Rautenflagge enthält 21 weiße und blaue Rauten (Wecken), wobei die von den Rändern angeschnittenen Rauten mitgezählt werden. Bei langen und schmalen Flaggen kann sich die Anzahl der Rauten erhöhen. In jedem Fall ist aber die rechte obere Ecke des Flaggentuchs für eine angeschnittene weiße Raute bestimmt.“ Der Freistaat Bayern führt keine eigene Dienstflagge, sondern benutzt stattdessen die Staatsflagge in ihren beiden Varianten. |

## Bezirke

Bezirk Oberbayern (banner)
Bezirk Niederbayern
Bezirk Oberpfalz
Bezirk Oberfranken
Bezirk Mittelfranken
Bezirk Unterfranken
Bezirk Schwaben
Region Franken 2
Region Franken

## Landeshauptstadt München

München (Streifenflagge)
München (Rautenflagge)

## Landkreise (Lokal verwendete Flaggen oder Flaggen, die noch genehmigt werden müssen, sind nicht enthalten)

Landkreis Aichach-Friedberg
Landkreis Altötting
Landkreis Amberg-Sulzbach
Landkreis Amberg-Sulzbach (banner)
Landkreis Ansbach
Landkreis Aschaffenburg
Landkreis Aschaffenburg (banner)
Landkreis Augsburg
Landkreis Augsburg (banner)
Landkreis Bad Kissingen
Landkreis Bad Kissingen (banner)
Landkreis Bad Tölz-Wolfratshausen
Landkreis Bamberg
Landkreis Bayreuth
Landkreis Berchtesgadener Land
Landkreis Cham
Landkreis Coburg
Landkreis Dachau
Landkreis Dachau (banner)
Landkreis Deggendorf
Landkreis Dillingen an der Donau
Landkreis Dingolfing-Landau
Landkreis Donau-Ries
Landkreis Ebersberg
Landkreis Ebersberg (banner)
Landkreis Eichstätt
Landkreis Erding
Landkreis Erlangen-Höchstadt
Landkreis Freising
Landkreis Fürstenfeldbruck
Landkreis Garmisch-Partenkirchen
Landkreis Günzburg
Landkreis Kronach
Landkreis Landshut
Landkreis München
Landkreis Neustadt an der Aisch-Bad Windsheim
Landkreis Regensburg
Landkreis Rosenheim
Landkreis Straubing-Bogen (banner)
Landkreis Traunstein
Landkreis Weilheim-Schongau
Landkreis Weilheim-Schongau (banner)

## Kreisfreie Städte

Amberg
Ansbach
Aschaffenburg
Augsburg
Bamberg
Bayreuth
Coburg
Erlangen
Fürth
Ingolstadt
Kaufbeuren
Kempten (Allgäu)
Landshut
Memmingen
München (Streifenflagge)
München (Rautenflagge)
Nürnberg
Passau
Regensburg
Rosenheim
Schwabach
Schweinfurt
Straubing
Weiden in der Oberpfalz
Würzburg